# Liste des évêques d'Orange (Californie)
Cette page présente la liste des évêques d'Orange dans l'État de Californie.
Le diocèse d'Orange en Californie (Dioecesis Arausicanae in California), en Californie, aux  États-Unis, est créé le 24 mars 1976, par détachement de l'archidiocèse de Los Angeles.

## Sont évêques
- 24 mars 1976-† 28 juillet 1986 : William Johnson (William Robert Johnson)
- 29 décembre 1986-30 juin 1998 : Norman McFarland (Norman Francis McFarland)
- 30 juin 1998-21 septembre 2012 : Tod Brown (Tod David Brown)
- depuis le 21 septembre 2012 : Kevin Vann (Kevin William Vann)

## Sources
- L'Annuaire Pontifical, sur le site http://www.catholic-hierarchy.org, à la page